# De laatste der Mohikanen (boek)
The Last of the Mohicans (in het Nederlands vertaald als De laatste der Mohikanen) is een in januari 1826 gepubliceerde historische roman van de Amerikaanse schrijver James Fenimore Cooper. Het was het tweede deel van The Leatherstocking Tales pentalogy en meteen ook het meest succesvolle.
Het verhaal speelt zich af in de Franse en Indiaanse Oorlog, in Amerika gekend als 'the French and Indian War', of ook wel als de Zevenjarige Oorlog. De gebeurtenissen zijn meer specifiek gesitueerd in het jaar 1757, ten tijde van het beleg van Fort William Henry. Frankrijk en het Verenigd Koninkrijk streden in deze tijd om de Noord-Amerikaanse koloniën. Zowel de Fransen als de Engelsen gingen als dat zo uitkwam allianties aan met inheemse Amerikaanse stammen, met soms onvoorspelbare en tragische gevolgen.

## Plot
Cora en Alice Munro, twee dochters van een hoge Britse legerofficier, zijn samen met majoor Duncan Heyward en de zanger David Gamut onderweg van Ford Edward naar Fort William Henry, waar kolonel Munro het bevel voert. Onderweg komt het gezelschap de indiaan Magua tegen, die zich als hun gids aanbiedt. Heyward vertrouwt Magua niet; hij kiest er in plaats daarvan voor om zich te laten leiden door Natty Bumppo ("Haviksoog") en twee leden van de Mahicanen (ofwel Mohikanen)-stam, Chingachgook en diens zoon Uncas. 
Magua blijkt inderdaad een bedrieger te zijn; hij is in werkelijkheid lid van de Wendat (Hurons), een stam die samenwerkt met de Franse kolonisten. Magua wil wraak nemen op Munro, omdat die hem een whiskeyverslaving heeft bezorgd waardoor hij enige tijd uit de stam verstoten is geweest. Magua neemt Heyward, Gamut, Alice en Cora later gevangen. Hij dreigt hen allen te doden, tenzij Cora met hem trouwt. Cora weigert dit. Uiteindelijk worden de gevangenen weer bevrijd door Natty Bumppo en de twee Mohikanen.  Later worden ze opnieuw gevangengenomen door de Lenni-Lenape (Delawaren). Magua eist bij deze concurrerende stam dat ze zijn gevangenen teruggeven. Dan blijkt dat Uncas behoort tot de nauw aan de Delawaren verwante stam van de Mohikanen. Uncas krijgt nu bescherming van Tamanend.
Uiteindelijk gaan de Delawaren en Mohikanen, samen met de Britten onder leiding van Munro, het gevecht aan met de Hurons. Ze weten het Huron-dorp in te nemen, maar Magua weet samen met enkele van zijn stamgenoten te ontkomen. Hij ontvoert ook Cora weer. In het gevecht dat volgt wordt Cora door een van de Hurons gedood. Magua doodt Uncas, en wordt dan op zijn beurt gedood door Haviksoog. Het verhaal eindigt met de begrafenis van Uncas en Cora in het Delawaren-dorp.

## Achtergronden
De protagonist van het verhaal, Uncas, is door Cooper vernoemd naar een echt bestaand persoon. Deze Uncas was echter geen Mohikaan maar een Mohegaan, wat tot de dag van vandaag aanleiding geeft tot veel verwarring. Toen zijn laatste afstammeling, John Uncas, in 1842 stierf, berichtte de Newark Daily Advertiser "laatste der Moheganen gestorven" ('Last of the Mohegans gone') in een artikel over de uitroeiing van de stam. De schrijver was zich er echter niet van bewust dat er nog steeds Moheganen bestonden, zoals trouwens nu ook nog het geval is.

## Ontvangst
Indertijd was het een van de populairste Engelstalige romans. Vanaf het begin werd het echter ook om de narratieve fouten bekritiseerd. Ook de lengte van het verhaal, in combinatie met de omslachtig uitgewerkte prozastijl, schrikte latere lezers af. Desondanks wordt het werk nog steeds gelezen tijdens cursussen Amerikaanse literatuur. 

## Vervolg
Veertien jaar later, in 1840, schreef Cooper een vervolg: The Pathfinder.

## Verfilmingen
- The Last of the Mohicans, 1920
- The Last of the Mohicans, 1992